# チェコ時間
チェコでは標準時に中央ヨーロッパ時間（チェコ語: Středoevropský čas、UTC+1）、夏時間に中央ヨーロッパ夏時間（チェコ語: Středoevropský letní čas、UTC+2）が使用されている。夏時間は3月の最終日曜日の02:00（CET）から、10月の最終日曜日の03:00（CEST）の期間で実施される。チェコ（当時はチェコスロバキア）では1979年以来、中央ヨーロッパ時間を採用していて1993年にチェコスロバキアが解体された後も継続して採用されている。

## IANA time zone database
IANA time zone databaseのzone.tabには、チェコの標準時が1つ含まれている。
| 国コード | 座標        | TZ            | 注釈 | 協定世界時との差 | 夏時間 | 備考 |
| -------- | ----------- | ------------- | ---- | ---------------- | ------ | ---- |
| CZ       | +5005+01426 | Europe/Prague |      | +01:00           | +02:00 |      |